# Боґуславиці (Куявсько-Поморське воєводство)
Боґуславиці (пол. Bogusławice) — село в Польщі, у гміні Коваль Влоцлавського повіту Куявсько-Поморського воєводства.
Населення — 283 особи (2011).
У 1975-1998 роках село належало до Влоцлавського воєводства.

## Демографія
Демографічна структура станом на 31 березня 2011 року:
|          | Загалом | Допрацездатний вік | Працездатний вік | Постпрацездатний вік |
| -------- | ------- | ------------------ | ---------------- | -------------------- |
| Чоловіки | 149     | 30                 | 103              | 16                   |
| Жінки    | 134     | 24                 | 78               | 32                   |
| Разом    | 283     | 54                 | 181              | 48                   |